# Franco Vittoni
Franco Vittoni (Calcio, 17 ottobre 1933) è un ex calciatore italiano, di ruolo centrocampista.
Jolly preziosissimo per la sua duttilità, seppe adattarsi ad ogni esigenza tattica e ad ogni ruolo, tanto che ricoprì tutte le posizioni del campo (tranne difensore esterno e portiere).
Cresce tra le file dell'Atalanta, che lo invia un anno al Cannes a maturare esperienza. Al suo ritorno tra i neroazzurri debutta in Serie A come attaccante disputandovi cinque stagioni, tutte nel massimo campionato, al termine delle quali stupisce tutti lasciando il calcio per dedicarsi agli studi universitari ed alla professione di avvocato.
Successivamente è stato anche opinionista in alcuni programmi televisivi locali dedicati all'Atalanta. L'ultima apparizione a Seilatv nel programma Seiladea.